# کوه شنوآ
کوه شنوآ (به عربی: جبل شنوة) یک کوه در الجزایر است که در Tipaza District واقع شده‌است. کوه شنوآ ۹۰۵ متر بالاتر از سطح دریا واقع شده‌است.